# János Zsigmond brandenburgi választófejedelem
János Zsigmond, ném. Johann Siegmund (Halle, 1572. november 8. – Berlin, 1619. december 23.) 1608-tól Brandenburg választófejedelme. A Hohenzollern-ház tagja.

## Élete
Uralkodása alatt jelentősen megnövelte Brandenburg területét. Megszerezte többek között a Rajna menti Kleve hercegséget, Markot, és Ravensberg Grófságot. 1618-ban, apósa, Albert Frigyes porosz herceg halála után rászálltak a porosz hűbérbirtokok is. Ez az egyesülés volt az első lépés az újkori porosz állam kialakulásának útján.
János Zsigmond 1613-ban felvette a kálvinista hitet, és a következő évben toleranciarendeletet adott ki. A vallási tolerancia a gyakorlatban azonban nem érvényesült ebben az időben a porosz-brandenburgi területeken.

## Gyermekei

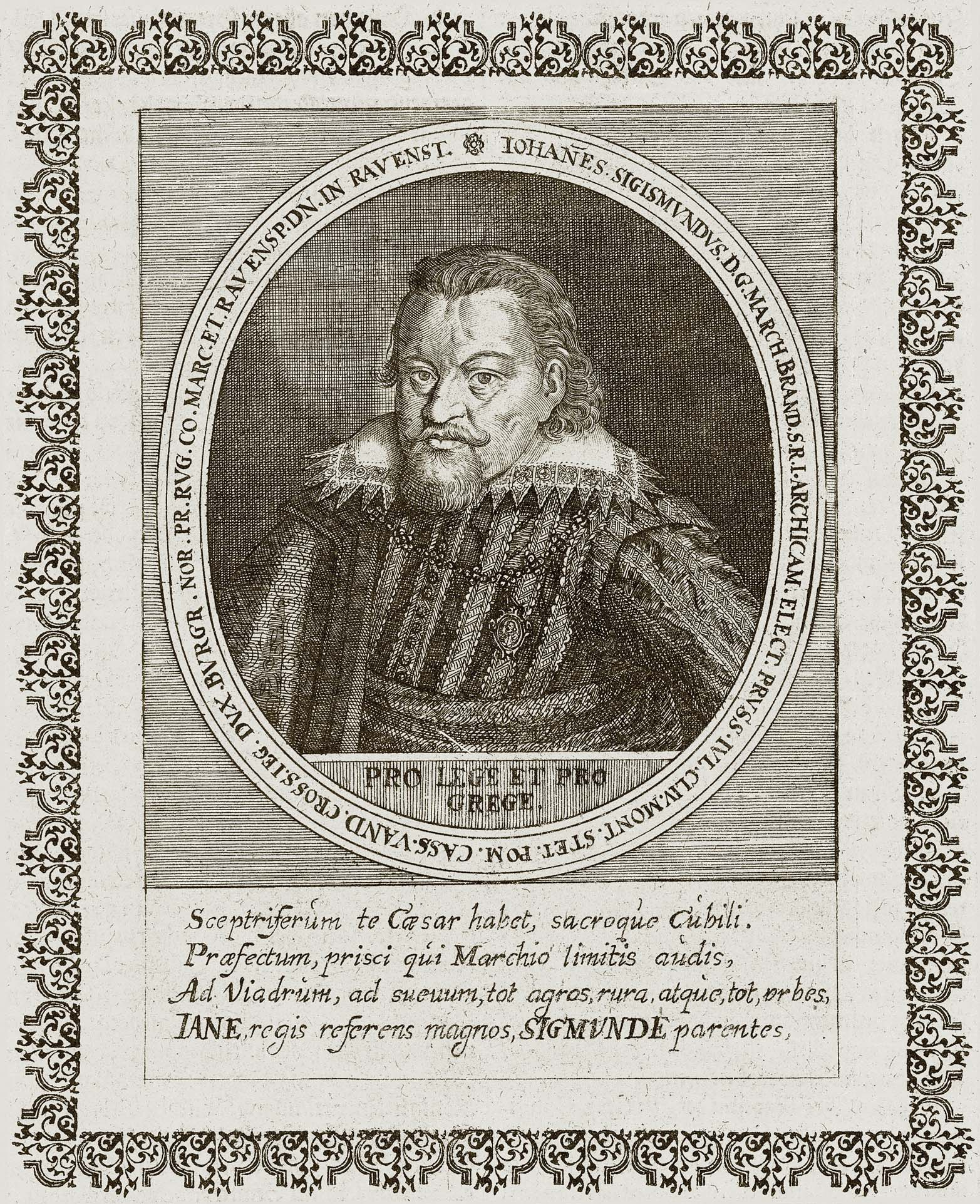
János Zsigmond ábrázolása a Theatrum Europaeumban 1662-ben

- György Vilmos brandenburgi választófejedelem (1595–1640)

⚭ 1616 Pfalzi Erzsébet Sarolta hercegnőtől (1597–1660)
- Anna Zsófia (1598–1659)

⚭ 1614 Frigyes Ulrik braunschweig–wolfenbütteli fejedelem (1591–1634)
- Brandenburgi Mária Eleonóra(wd) (1599–1655)

⚭ 1620 II. Gusztáv Adolf svéd király (1594–1632)
- Brandenburgi Katalin (1602–1644)

⚭ 1. 1626 Bethlen Gábor (1580–1629)
⚭ 2. 1639 Ferenc Károly szász-lauenburgi herceg (1594–1660)
- Joachim Sigismund (1603–1625)
- Agnes (1606–1607)
- Johann Friedrich (1607–1608)
- Albrecht Christian (*/† 1609)

## Lásd még
- Poroszország és Brandenburg uralkodóinak listája